# Ивано-Пустенский сельский совет
Ивано-Пустенский сельский совет (укр. Івано-Пустенська сільська рада) — входит в состав
Борщёвского района
Тернопольской области
Украины.
Административный центр сельского совета находится в 
с. Иване-Пусте.

## Населённые пункты совета
- с. Иване-Пусте